# Robert B. Stone
Robert B. Stone (26. února 1916 New York – 8. ledna 1999 Bangkok, Thajsko) byl americký autor a spoluautor více než 80 knih na téma osobnostního rozvoje a myšlení. Byl mezinárodně známým lektorem pro rozvoj lidského potenciálu. Mnoho let vyučoval na Havajské univerzitě, kde vedl přednášky téma práce s pravou hemisférou.

## Život

### Osobní život
Se svou budoucí manželkou Lolou (26. březen 1917, New York – 6. prosinec 2015, Federal Way, Washington) se potkal jako teenager na pláži na Long Island. Vzali se o dvacet let později, v roce 1953. V roce 1955 se jim narodil syn Dennis Stone. Přestěhovali se do Huntington, na Long Island, kde si postavili dům u lesa. V roce 1969 se přestěhovali do Honolulu, Havaj, kde žili 28 let. V roce 1997 se Robert a Lola přestěhovali do Bangkoku, Thajsko.

### Profesní život
Dr. Stone svou pracovní kariéru začal jako tiskový mluvčí na Long Islandu, pro správní rady v rámci školství, podniků a neziskových organizací. Později byl redaktorem Huntington Times. V roce 1937 absolvoval MIT s bakalářským titulem General Engineering. Za druhé světové války sloužil u spojovacích jednotek (anglicky Signal Corps).
Po válce působil jako poradce v rámci společnosti SCORE, při U.S. Small Business Administration, byl prezidentem Honolulu Lodge of the Theosophical Society a členem poradního sboru Good Samaritan Advisory Board. Byl také členem Mensa International, členem New York Academy of Science.
Po dobu více než 20 let byl lektorem Silvovy metody kontroly mysli. Propagoval ji především na Havaji, v Japonsku, na Novém Zélandu a Thajsku. V rámci této metody pomohl stovkám jednotlivců po celém světě v léčbě, v lidských vztazích a při řešení problémů. 
V roce 1982 získal čestný titul Ph.D. na University of the Trees.

## Dílo
Jeho nejpopulárnější kniha byla Martinis and Whipped Cream: The New Carbo-Cal Way to Lose Weight and Stay Slim, která byla vydána v roce 1966, se spoluautorem a expertem na hypnózu, Sidneyem Petriem (* 1926). Tato kniha byla přelomová v historii dietních programů. Dr. Stone a S. Petrie spolupracovali více než deset let na mnoha knihách osobnostního rozvoje.

### Knihy
- The Complete Book of Home Modernizing, H. S. Stuttman Co.; Apparent First Editon edition (1953)
- How to Improve Your Home For Better Living, H.S. Stuttman; Edition not stated. edition (1955)
- How to Reduce and Control Your Weight Through Self-Hypnotism, Prentice Hall; Eighth Printing edition (1967)
- How To Strengthen Your Life With Mental Isometrics, Parker Pub Co; First Edition edition (1967)
- What Modern Hyponotism Can Do For You, Hawthorn; First Edition edition (1968)
- Anatomy of a teacher strike; case history of teacher militancy and how a board of education coped with it [by] Christopher R. Vagts and Robert B. Stone, West Nyack, N.Y., Parker Pub. Co. (1969), 254 s,
- The lazy lady's easy diet;: A fast-action plan to lose weight quickly for sustained slenderness and youthful attractiveness, Parker Pub. Co (1969), 235s
- The truth about hypnotism, Leslie Frewin Publishers Ltd (1969), 190 s, ISBN 978-0091004200
- Conduct Your Own Awareness Sessions, New American Library; First Edition edition (1970), 240 s, ISBN 978-0901402028
- Martinis and Whipped Cream the new carbo-cal way to lose weight and stay slim, Parker (1970)
- The miracle diet for fast weight loss, Parker Pub. Co; 3rd Printing edition (1970), 248 s, ISBN 978-0135848050
- Hypno-cybernetics: Helping Yourself to a Rich, New Life, Parker Pub. Co; First Edition edition (1973), 219 s, ISBN 978-0134485300
- Jesus has a man in Waikiki;: The story of Bob Turnbull, F. H. Revell Co (1973), 128 s, ISBN 978-0800705992
- Fat Destroyer Foods: The Magic Metabolizer Diet, Prentice Hall; First Edition edition (1974), ISBN 978-0133080988
- Hypno-dietetics: The new no-willpower way to speedy, permanent weight control, P. H. Wyden (1975), 242 s, ISBN 978-0883260791
- For Once in My Life, Self-Published (1976)
- Old-Fashioned Health Remedies That Work Best: Low Cost Natural Time-Tested Health Boosters You Can Use at Home for Successful Self-Care, Prentice Hall Direct (1977), 227 s, ISBN 978-0136337010
- Petrie's New Miracle-3 Guaranteed Diet, Prentice Hall (October 1978), 216 s, ISBN 978-0136620075
- The Power of Miracle Metaphysics, Parker Publishing Company (1978), 220 s, ISBN 978-0136867098
- The magic of psychotronic power, Parker Pub. Co; First Edition edition (1978), 218 s, ISBN 978-0135453018
- Skin You Live in, A & W Pub (1978), ISBN 978-0805503418
- How to Be Beautiful After the Baby Comes, Franklin Watts (1979), 182 s, ISBN 978-0531099094
- The wonder protein diet: Miracle way to better health and longer life, Parker Pub. Co (1979), 250 s, ISBN 0139624988
- Hawaiian and Polynesian miracle health secrets, Parker Pub. Co; First edition (1980), 270 s, ISBN 978-0133842555
- The Alexander Technique: Joy in the Life of Your Body, Beaufort Books (1981), 308 s, ISBN 978-0825300004
- Helping Yourself With Autogenics, Simon & Schuster; First Edition edition (1983), 205 s, ISBN 978-0133874075
- The Silva Mind Control Method for Business Managers, Prentice Hall Direct; Fourth Printing edition (1983), 241 s, ISBN 978-0138110000
- Man the healer, Institute of Psychorientology, Inc.; 1st Printing edition (1986), ISBN 978-0913343708
- Born to fly, Great Way Pub; 1st edition (1987), 189 s, ISBN 978-0961932015
- A Doctor's Proven New Home Cure for Arthritis, Prentice Hall Pr (December 1, 1989), 224 s, ISBN 978-0132163750
- The Silva Mind Control Method for Getting Help from Your Other Side, Pocket Books; Reissue edition (1989), 252 s, ISBN 978-0671679446
- Jose Silva: The Man Who Tapped the Secrets of the Human Mind and the Method He Used, H J Kramer (1990), 179 s, ISBN 978-0915811298
- Celestial 911: Call with Your Right Brain for Answers!, Llewellyn Publications; 1st edition (1997), 241 s, ISBN 978-1567186970
- The Secret Life of Your Cells, Schiffer Pub Ltd (1997), 196 s, ISBN 978-0914918967
- Solstice Shift: Magical Blend's Synergetic Guide to the Coming Age, Hampton Roads Pub Co Inc; First Edition edition (1997), 222 s, ISBN 978-1571740632
- Life Without Limits: 10 Easy Steps to Success & Happiness, Llewellyn Publications; 1st edition (1999), 240s, ISBN 978-1567186987
- You the Healer: The World-Famous Silva Method on How to Heal Yourself and Others, HJ Kramer/New World Library; Reissue edition (2011), ISBN 978-0915811373
- How to Benefit from the Coming Alien Arrivals, (2016), 214 s
- How to Gain Strength from Nature Sitting in Your Living Room: Tapping Natural Sources of Energy Wherever You Are, (2016), 177 s,
- Life's Twists: A Collection of 100 Short Stories: Surprising Examples of What Life Has Appeared to Have Learned From O. Henry, (2016)
- The Complete Book of Life-Changing Affirmations: Over 200 positive statements for 50 common needs that help free you from fear, want and illness and bring you strength, happiness and success. (2016)
- How to Develop the Other Half of Your Brain: Left Brain/Right Brain: A Program for Super Mind Problem Solving, Scribner, ISBN 978-0892560486
- From Pisha to Pasha (teprve bude vydáno)

### Knihy vydané v češtině
- Člověk léčitel, Pragma (2005), 259 s, ISBN 80-7205-055-9[6]
- Silvova metoda ovládání mysli pro získání pomoci z druhé strany: Použijte celou svou mysl pro nový rozměr tvůrčí síly, Maitrea (2015), 292 s, ISBN 978-80-7500-124-5[7]

### Knihy vydané ve slovenštině
- Sme schopní liečiť, 1991, Fontána, 212 s, ISBN 80-900492-1-4[8]

### Audio
- The Silva Method: Unlocking the Genius Within, Simon & Schuster Audio (1993), ISBN 978-0671796372
- Mind/Body Communication: The Secrets of Total Wellness, Nightingale-Conant (1994), ISBN 978-0671505899
- The Silva Mind Control Method of Mental Dynamics, Simon & Schuster Audio (2010)
- THE SILVA METHOD, Nightingale-Conant
- The Silva Method: Tapping the Secrets of the Mind for Total Self-Mastery, Nightingale-Conant (2014)